# Mayianne Dinesen
Mayianne Malin Holm Dinesen (født Marianne Dinesen, 29. april 1966 i Nykøbing Mors) er en dansk studievært.
Dinesen debuterede i 1992s om radiovært i Strax på P3 og blev senere vært på andre af kanalens programmer. I 2005 medvirkede hun i Vild med dans, og hun har været vært for programmerne Dinesen Spotlight og Dinesen på Kanal 4.
Hun har tidligere dannet par med Jimmy Jørgensen og Prince. I 2011 flytter Mayianne Dinesen ind hos kæresten
Henning Daverne.